# Heinrich Otto Jacobi
Heinrich Otto Jacobi oder Jacoby (* 28. Juli 1815 in Tütz; † 16. September 1864 in Posen) war ein deutscher Klassischer Philologe und Gymnasiallehrer.

## Leben
Jacobi stammte aus einer jüdischen Familie und trat in seiner Studienzeit durch Wilhelm Hoßbach begleitet zum Protestantismus über. Nachdem er zunächst ein jüdisches Erziehungsinstitut in Berlin besucht hatte, trat er 1830 in das Friedrichswerdersches Gymnasium ein. 1831 wechselte er an das Gymnasium zum Grauen Kloster, an dem er 1834 die Hochschulreife erhielt. Am Gymnasium stand er insbesondere unter dem Einfluss von Johann Friedrich Bellermann, Wilhelm Pape und Johann Gustav Droysen. Letzterem schloss er sich bei seinem ab 1834 an der Universität zu Berlin folgenden Studium der Philologie an. Dort übten auch Karl Lachmann und August Boeckh Einfluss auf ihn aus. Neben der klassischen Philologie widmetet er sich der Germanistik, der Mathematik und den Naturwissenschaften.
Jacobi arbeitete nach seinem Studium als Privatlehrer. Außerdem lernte er August Meineke kennen, den er bei der Erarbeitung der Fragmenta Comicorum Graecorum unterstützte. Die beiden Teilbände des letzten Bandes gab Jacobi selbst heraus. Am 10. März 1854 erhielt er als profunder Kenner der griechischen Sprache von der Universität Königsberg die philosophische Ehrendoktorwürde.
Jacobi entschied sich in den 1850er-Jahren für den Lehrerberuf. 1854 erhielt er eine Stelle als Gymnasiallehrer für Griechisch am Joachimsthalschen Gymnasium. 1858 wechselte er an das Friedrich-Wilhelms-Gymnasium in Posen. Dort war ihm der Unterricht der deutschen, hebräischen und griechischen Sprache übertragen. 1860 wurde er schließlich außer der Reihe zum Professor ernannt.
Jacobi war von einer schwachen Gesundheit geprägt und starb in der Folge im Alter von 49 Jahren im Amt.

## Werke (Auswahl)
- Comicae Dictionis Index, 2 Bände, Reimer, Berlin 1857.
- In comicos graecos adnotationum corollarium, Decker, Posen 1861.